# Common Gateway Interface
CGI (на английски: Common Gateway Interface – „общ интерфейс на шлюз“) е спецификация (стандарт) на интерфейс, предназначен за съвместна работа на уеб сървър и интерпретаторите на скриптове, който осъществява връзка (шлюз) между външна програма и уеб сървъра посредством HTTP протоколи.
Съвместната работа на уеб-сървър с програми се състои в приемане на параметрите, подадени от клиента, прехвърляне към програмата, която генерира резултат, и връщане на този резултат обратно на клиента.

## Характеристики на CGI
- Поддържа поток от данни от един обект към друг;
- Скриптовете на CGI са в специална директория с име CGI-BIN на сървъра;
- Реализацията на CGI се основава на използването на програми, написани предимно на Perl или С[2];
- Голямо разпространение като средства за разработка на динамични уеб-сайтове.

## Предназначение
- За разработка на търсещи системи, чатове, търговски обяви, книги за гости.
- За изпращане на поща, изработка на банери.

## Предимства
- Прозрачност на използването;
- „Езикова“ независимост;
- Процесна изолираност;
- Откритост на стандарта – CGI интерфейсът може да се използва с всеки уеб-сървър;
- Архитектурна независимост.

## Недостатъци
- Голямо време на реакция – към времето на изпълнение на CGI-приложението се добавя и времето за стартиране на процеса.
- Неподходящ при интензивна обработка на заявки – претоварва сървъра;